# 龍鑾潭
龍鑾潭，臺灣一座兼具濕地與水庫功能的湖泊，位於屏東縣恒春鎮西南方，距貓鼻頭約6公里。名字來自斯卡羅族龍鑾社。其四周為關山、里海山、馬鞍山、大山母山、赤牛嶺和三台山所圍繞。由於龍鑾潭的全境皆位在墾丁國家公園的管轄範圍內，因此濕地生態受到保護。其潭水經附近溪流相匯，由潭北人工洩水口北流，經四溝、頭溝而注入保力溪，使得龍鑾潭水庫在1950年代建成後，成為臺灣最南端的水庫。

## 沿革
由於過去龍鑾潭每逢雨季來臨時，附近田園皆成澤國，為農民帶來災害。日治時期雖曾計畫建為水庫，但未實現。戰後，國民政府於1948年籌撥專款，將龍鑾潭建為水庫，水庫壩體原於1949年底完成，1951年8月至1952年3月再由工兵完成壩體加高，1955年至1958年3月陸續完成溢洪道、排水路、取水工、灌溉渠道、抽水機房等。完工後形成半人工的湖泊，灌溉面積一七五公頃，這不僅有益於農田水利之灌溉，亦能發展成旅遊景點。從前其流域水源豐富，帆船等小型船隻，均可從射寮溯水而上，是恆春對外主要交通線之一，然目前僅供農田灌溉渠道。

## 結構
龍鑾潭大壩為土堤堰所構成，其溢水壩採雙層式閘板及兩側加設調節式溢流堰。

## 生態及旅遊
龍鑾潭附近的植被和一般河口或草澤地不同，不見濕地常見的紅樹林，反倒是林投、馬纓丹、相思林、銀合歡、木麻黃及蘆葦等圍繞潭邊茂密生長。每年十月至翌年五月，許多候鳥如鷸、鴴、雁鴨等由寒冷的西伯利亞、中國及日本等地從南遷移，部份留此過冬，為龍鑾潭的湖光山色增添不少自然情趣，也使當地更富觀光價值。墾丁國家公園管理處已在此地興建「龍鑾潭自然中心」，為一特別景觀區，內含鳥類生態展示、望遠鏡觀察、錄影帶欣賞等，提供高品質的旅遊活動。

## 腳註
1. 1 2  張炎銘. . 水利署電子報.   [2014-05-29]. （原始内容存档于2016-03-04） （中文（臺灣））.

## 外部連結
- 墾丁國家公園管理處－旅遊資訊
- 經濟部水利署第六河川局 （页面存档备份，存于）
- 台灣省屏東農田水利會 （页面存档备份，存于）
- 國家重要濕地保育計畫：龍鑾潭濕地